# 岡山農業専門学校 (旧制)
| 岡山農業専門学校 （岡山農専） | 岡山農業専門学校 （岡山農専） |
| ----------------------------- | ----------------------------- |
| 創立                          | 1946年                        |
| 所在地                        | 岡山市                        |
| 初代校長                      | 大杉繁                        |
| 廃止                          | 1951年                        |
| 後身校                        | 岡山大学                      |
| 同窓会                        | 岡山大学 農学部同窓会         |

岡山農業専門学校 （おかやまのうぎょうせんもんがっこう） は、1946年 （昭和21年） に岡山県によって設立された公立の旧制専門学校。

## 概要
- 第二次世界大戦末期から戦後に増設された公立の農業専門学校 （農専、旧称 高等農林学校） の一つ。
- 本科に農科・園芸科の 2科を設置した。
- 学制改革で岡山大学農学部の母体となった。
- 同窓会は 「岡山大学農学部同窓会」 と称し、旧制・新制合同の会である。

## 沿革
- 1945年11月： 岡山県議会議長、岡山県知事宛に農専新設要望書を提出。
- 1946年2月： 文部省に農専設置認可申請。
- 1946年3月29日： 専門学校令により岡山県立岡山農業専門学校設置認可。
  - 本科 （修業年限3年） に農科・園芸科の 2科を設置した。
  - 既存の農業学校 （1897年創立の岡山県高松農業学校、現・岡山県立高松農業高等学校） に併設された。
- 1946年5月1日： 岡山農業専門学校、開校。
- 1946年6月15日： 第1回入学式。
- 1947年11月： 第2学年生徒が岡山市津島の旧陸軍第四十八部隊跡に駐在。
  - 六高校長 黒正巌の呼びかけに応じ、六高生徒と共に警備に当たった。
- 1948年4月： 第1、2学年生徒は津島での授業となる。
- 1949年1月： 文部大臣視察 （大学昇格審査） を前に、津島に全校移転。
- 1949年4月： 農専の設置地を岡山市津島に変更。
- 1949年5月31日： 新制岡山大学発足。
  - 旧制岡山農専は、農学部 （農学科・園芸学科） の母体となった。
- 1949年10月1日： 岡山大学への併合認可。
- 1949年11月： 旧農専備品を岡山大学農学部に移管。
- 1951年3月： 旧制岡山農業専門学校、廃止。

## 歴代校長
- 初代： 大杉繁 （1946年 - 1947年）
  - 静岡農林専門学校校長に転じた。
- 第2代： 春川忠吉 （1947年 - ）
- 事務取扱：岩城鹿十郎（1947年4月1日[1] - ）

## 校地の変遷と継承
設立当初は、岡山県吉備郡高松町原古才 （現・岡山市北区高松原古才） の岡山県高松農業学校 （現・岡山県立高松農業高等学校） の校舎に併設された。1947年11月から段階的に岡山市津島の進駐軍 （英印部隊） 兵舎跡 （元は旧陸軍第四十八部隊跡） に移転し、1949年4月には正式に移転を完了した。津島校地は、後身の岡山大学に引き継がれた。

## 関連書籍
- 岡山大学創立50周年記念事業委員会記念誌編纂専門委員会（編）　『岡山大学50年小史』　岡山大学、1999年3月。